# Персі Гайнс Вайт
Персі Гайнс Вайт (англ. Percy Hynes White) — канадський актор, відомий ролями в таких фільмах, як «Край зими» та «Різдвяна історія жахів», також участю у телесеріалах «Поміж», «Обдаровані». У 2022 році зіграв Ксав'єра у телесеріалі «Венздей» від Netflix.

## Раннє життя
Гайнс Вайт є сином Джоела Томаса Гайнса, письменника, режисера, музиканта та актора, та Шеррі Вайт, акторки та письменниці. Персі два роки навчався в театральній школі у своєму рідному місті Сент-Джонс.

## Згвалтування жінок
Ганс Вайта виключили з 2 сезону «Венздей» про чутки сексульного насилля дівчат. Сам актор зазначив що це брехня і йому погрожували хейтери. Дівчата писали у твіттері нібито він їм надіслав інтимні фото і домагався їх коли йому було 17 років.

## Кар'єра
Гайнс отримав свою першу головну роль, роль мутанта Енді Стракера в пілотному телесеріалі Fox TV «Обдаровані», за мотивами Людей Ікс.

## Фільмографія
| Not yet released | Позначає твори, які ще не вийшли |

### Фільми
| Рік  | Назва                        | Роль                      | Примітки |
| ---- | ---------------------------- | ------------------------- | -------- |
| 2008 | Вниз до бруду                | Кіт                       |          |
| 2009 | Кракі                        |                           |          |
| 2014 | Відкинути тінь               | Джуд                      |          |
| 2014 | Ніч у музеї: Секрет гробниці | Молодий Сі Джей Фредерікс |          |
| 2015 | Різдвяна історія жахів       | Дункан                    |          |
| 2016 | Трансформація                | Еван                      |          |
| 2016 | Край зими                    | Калеб Бейкер              |          |
| 2016 | Секрет Мільтона              | Картер Крейн              |          |
| 2018 | Перше світло                 | Оскар                     |          |
| 2018 | Наш дім                      | Метт                      |          |
| 2018 | Вік літа                     | Міннесота                 |          |
| 2022 | Я люблю фільми               |                           |          |
| 2024 | My old ass                   | Чад                       |          |

### Телесеріали
| Рік        | Назва                      | Роль            | Примітки                          |
| ---------- | -------------------------- | --------------- | --------------------------------- |
| 2013       | Крокери на вулиці Слеттері | Джої Крокер     | Головна роль                      |
| 2014       | Новачок Блю                | Даніель Холлот  | Епізод: Everlasting               |
| 2014–2015  | Розслідування Мердока      | Саймон Брукс    | 8 епізодів                        |
| 2015–2016  | Непарний загін             | Оді             | 3 епізоди                         |
| 2015       | Непокора                   | Монгуно Ксаруко | 2 епізоди                         |
| 2015       | Врятувати надію            | Ейдан           | Епізод: Shine a Light             |
| 2016       | 11.22.63                   | Ренді           | Епізод: The Kill Floor            |
| 2015–2016  | Поміж                      | Гаррісон        | 7 епізодів                        |
| 2017–2019  | Обдаровані                 | Енді Стракер    | Основні актори                    |
| 2019       | Сутінкова зона             | Коул            | Епізод: Не всі чоловіки           |
| 2020       | Пересадка                  | Макс            | Епізод: Your Secrets Can Kill You |
| 2020       | Вбивця в моєму домі        | Джошуа          | Телевізійний фільм                |
| 2021– нині | Досить важкі випадки       | Елліот Вазовскі |                                   |
| 2021       | Медсестри                  | Джессі          | Епізод: Магніт Хаосу              |
| 2022       | Венздей                    | Ксав'є Торп     | Головна роль                      |

## Нагороди
| Рік  | Нагорода                                           | Категорія                                                  | Номінована робота | Результат |
| ---- | -------------------------------------------------- | ---------------------------------------------------------- | ----------------- | --------- |
| 2018 | 39-а церемонія вручення премії «Молодий художник». | Найкраща роль у телевізійному серіалі — провідний підліток | Обдаровані        | Номінація |